# سيو بلاك
سيو بلاك (بالفيتنامية: Siu Black)‏ هي مغنية فيتنامية، ولدت في 27 أغسطس 1967 في فيتنام الجنوبية.